# Écio Capovilla
Écio Capovilla (ur. 9 listopada 1936 w Valinhos) − piłkarz brazylijski, występujący na pozycji defensywnego pomocnika.

## Kariera klubowa
Karierę piłkarską Écio rozpoczął w klubie CR Vasco da Gama w 1956 roku. W 1957 roku występował we Fluminense FC, z którego powrócił do Vasco da Gama. Z Vasco da Gama dwukrotnie zdobył mistrzostwo stanu Rio de Janeiro – Campeonato Carioca w 1956 i 1958 roku. W latach 1964–1965 grał w SE Palmeiras.
Karierę zakończył w Peru w klubie Club Sporting Cristal w 1965 roku.

## Kariera reprezentacyjna
W reprezentacji Brazylii Écio zadebiutował 29 czerwca 1960 w wygranym 4-0 towarzyskim meczu z reprezentacją Chile. Drugi i ostatni raz w reprezentacji wystąpił 3 lipca 1960 w wygranym 2-1 meczu reprezentacją Paragwaju, rozgrywanego w ramach Copa del Atlantico 1960.